# إرث الأم
إرث الأم أو ميراث الأم والأم هي الوالدة، وترث من ولدها وهو ابنها أو ابنتها. وتعد الأم من أصحاب الفروض فترث الأم ثلث المال إذا لم يكن للميت فرع وارث ولا عدد من الإخوة. وترث السدس إن كان للميت فرع وارث أو عدد من الإخوة. وترث ثلث الباقي في مسألتي الغراوين.

## أحوال إرث الأم
تختلف أحوال إرث الأم من ابنها أو ابنتها، فترث فرض الثلث عند عدم وجود فرع وارث للميت، وعدم وجود اثنين أو أكثر من الإخوة. وترث فرض السدس عند وجود فرع وارث للميت، أو عند وجود اثنين أو أكثر من الإخوة. وترث ثلث الباقي في مسألتي الغراوين. قال في بداية المجتهد: «وأجمع العلماء على أن الأب إذا انفرد كان له جميع المال، وأنه إذا انفرد الأبوان كان للأم الثلث وللأب الباقي لقوله تعالى: ﴿وورثه أبواه فلأمه الثلث﴾. وأجمعوا على أن فرض الأبوين من ميراث ابنهما إذا كان للابن ولد أو ولد ابن السدسان، أعني أن لكل واحد منهما السدس لقوله تعالى: ﴿ولأبويه لكل واحد منهما السدس مما ترك إن كان له ولد﴾. والجمهور على أن الولد هو الذكر دون الأنثى وخالفهم في ذلك من شذ. وأجمعوا على أن الأب لا ينقص مع ذوي الفرائض من السدس وله ما زاد.»

### ثلث المال
ترث الأم فرض الثلث بشرطين أحدهما: عدم وجود فرع وارث للميت، والفرع الوارث: «الابن وابن الابن وإن سفل، والبنت وبنت الابن». وثانيهما: عدم وجود اثنين أو أكثر من الإخوة والأخوات لأبوين أو لأب أو لأم، سواء كانوا وارثين أو محجوبين. قال في كتاب: شرح الزرقاني على موطأ الإمام مالك: «وإن لم يترك المتوفى ولدا أو ولد ابن ولا اثنين من الإخوة فإن للأم الثلث كاملا إلا في فريضتين فقط يقال لهما الغراوان لأن الأم غرت بإعطائها الثلث لفظا لا حقيقة».

### فرض السدس
ترث الأم فرض السدس إن كان للميت فرع وارث أو عدد من الإخوة.
قال في بداية المقتصد: «وأجمعوا من هذا الباب على أن الأم يحجبها الإخوة من الثلث إلى السدس لقوله تعالى: ﴿فإن كان له إخوة فلأمه السدس﴾.
واختلفوا في أقل ما يحجب الأم من الثلث إلى السدس من الإخوة فذهب علي -رضي الله عنه- وابن مسعود إلى أن الإخوة الحاجبين هما اثنان فصاعدا، وبه قال مالك وذهب ابن عباس إلى أنهم ثلاثة فصاعدا، وأن الاثنين لا يحجبان الأم من الثلث إلى السدس، والخلاف آيل إلى أقل ما ينطلق عليه اسم الجمع. فمن قال: أقل ما ينطلق عليه اسم الجمع ثلاثة قال: الإخوة الحاجبون ثلاثة فما فوق. ومن قال: أقل ما ينطلق عليه اسم الجمع اثنان قال: الإخوة الحاجبون هما اثنان أعني في قوله تعالى: «فإن كان له إخوة»، ولا خلاف أن الذكر والأنثى يدخلان تحت اسم الإخوة في الآية وذلك عند الجمهور، وقال بعض المتأخرين لا أنقل الأم من الثلث إلى السدس بالأخوات المنفردات؛ لأنه زعم أنه ليس ينطلق عليهن اسم الإخوة إلا أن يكون معهن أخ لموضع تغليب المذكر على المؤنث، إذ اسم الإخوة هو جمع أخ، والأخ مذكر.»

### ثلث الباقي
ترث الأم ثلث الباقي في مسألتي الغراوين.

### اقتباس
قال مالك: «الأمر المجتمع عليه عندنا الذي لا اختلاف فيه والذي أدركت عليه أهل العلم ببلدنا أن ميراث الأب من ابنه أو ابنته أنه إن ترك المتوفى ولدا أو ولد ابن ذكرا فإنه يفرض للأب السدس فريضة فإن لم يترك المتوفى ولدا ولا ولد ابن ذكرا فإنه يبدأ بمن شرك الأب من أهل الفرائض فيعطون فرائضهم فإن فضل من المال السدس فما فوقه كان للأب وإن لم يفضل عنهم السدس فما فوقه فرض للأب السدس فريضة وميراث الأم من ولدها إذا توفي ابنها أو ابنتها فترك المتوفى ولدا أو ولد ابن ذكرا كان أو أنثى أو ترك من الإخوة اثنين فصاعدا ذكورا كانوا أو إناثا من أب وأم أو من أب أو من أم فالسدس لها وإن لم يترك المتوفى ولدا ولا ولد ابن ولا اثنين من الإخوة فصاعدا فإن للأم الثلث كاملا إلا في فريضتين فقط وإحدى الفريضتين أن يتوفى رجل ويترك امرأته وأبويه فلامرأته الربع ولأمه الثلث مما بقي وهو الربع من رأس المال والأخرى أن تتوفى امرأة وتترك زوجها وأبويها فيكون لزوجها النصف ولأمها الثلث مما بقي وهو السدس من رأس المال وذلك أن الله تبارك وتعالى يقول في كتابه ولأبويه لكل واحد منهما السدس مما ترك إن كان له ولد فإن لم يكن له ولد وورثه أبواه فلأمه الثلث فإن كان له إخوة فلأمه السدس فمضت السنة أن الإخوة اثنان فصاعدا».

## آيات أحكام المواريث
| آيات أحكام المواريث ذكرت آيات أحكام المواريث ضمن سورة النساء في قول الله تعالى: ﴿يُوصِيكُمُ اللَّهُ فِي أَوْلَادِكُمْ لِلذَّكَرِ مِثْلُ حَظِّ الْأُنْثَيَيْنِ فَإِنْ كُنَّ نِسَاءً فَوْقَ اثْنَتَيْنِ فَلَهُنَّ ثُلُثَا مَا تَرَكَ وَإِنْ كَانَتْ وَاحِدَةً فَلَهَا النِّصْفُ وَلِأَبَوَيْهِ لِكُلِّ وَاحِدٍ مِنْهُمَا السُّدُسُ مِمَّا تَرَكَ إِنْ كَانَ لَهُ وَلَدٌ فَإِنْ لَمْ يَكُنْ لَهُ وَلَدٌ وَوَرِثَهُ أَبَوَاهُ فَلِأُمِّهِ الثُّلُثُ فَإِنْ كَانَ لَهُ إِخْوَةٌ فَلِأُمِّهِ السُّدُسُ مِنْ بَعْدِ وَصِيَّةٍ يُوصِي بِهَا أَوْ دَيْنٍ آبَاؤُكُمْ وَأَبْنَاؤُكُمْ لَا تَدْرُونَ أَيُّهُمْ أَقْرَبُ لَكُمْ نَفْعًا فَرِيضَةً مِنَ اللَّهِ إِنَّ اللَّهَ كَانَ عَلِيمًا حَكِيمًا ۝١١﴾ ﴿وَلَكُمْ نِصْفُ مَا تَرَكَ أَزْوَاجُكُمْ إِنْ لَمْ يَكُنْ لَهُنَّ وَلَدٌ فَإِنْ كَانَ لَهُنَّ وَلَدٌ فَلَكُمُ الرُّبُعُ مِمَّا تَرَكْنَ مِنْ بَعْدِ وَصِيَّةٍ يُوصِينَ بِهَا أَوْ دَيْنٍ وَلَهُنَّ الرُّبُعُ مِمَّا تَرَكْتُمْ إِنْ لَمْ يَكُنْ لَكُمْ وَلَدٌ فَإِنْ كَانَ لَكُمْ وَلَدٌ فَلَهُنَّ الثُّمُنُ مِمَّا تَرَكْتُمْ مِنْ بَعْدِ وَصِيَّةٍ تُوصُونَ بِهَا أَوْ دَيْنٍ وَإِنْ كَانَ رَجُلٌ يُورَثُ كَلَالَةً أَوِ امْرَأَةٌ وَلَهُ أَخٌ أَوْ أُخْتٌ فَلِكُلِّ وَاحِدٍ مِنْهُمَا السُّدُسُ فَإِنْ كَانُوا أَكْثَرَ مِنْ ذَلِكَ فَهُمْ شُرَكَاءُ فِي الثُّلُثِ مِنْ بَعْدِ وَصِيَّةٍ يُوصَى بِهَا أَوْ دَيْنٍ غَيْرَ مُضَارٍّ وَصِيَّةً مِنَ اللَّهِ وَاللَّهُ عَلِيمٌ حَلِيمٌ ۝١٢﴾ ﴿تِلْكَ حُدُودُ اللَّهِ وَمَنْ يُطِعِ اللَّهَ وَرَسُولَهُ يُدْخِلْهُ جَنَّاتٍ تَجْرِي مِنْ تَحْتِهَا الْأَنْهَارُ خَالِدِينَ فِيهَا وَذَلِكَ الْفَوْزُ الْعَظِيمُ ۝١٣﴾ |
| —سورة النساء، آية: (11- 12) |

قال الله تعالى: «ولكل واحد منهما السدس» بدل من أبويه بإعادة العامل، وفائدة هذا البدل إفادة أنهما لا يشتركان فيه، إذ لو قيل لأبويه السدس لكان ظاهره اشتراكهما فيه، ولو قيل لكل واحد من أبويه السدس لذهبت فائدة التأكيد وهو التفصيل بعد الإجمال، ولو قيل لأبويه السدسان لأوهم قسمة السدسين عليهما على السوية وعلى خلافها. «مما ترك إن كان له ولد» ذكر أو أنثى أو ابن ابن بالشمول أو الإجماع.
فإن لم يكن له ولد وورثه أبواه": أبوه وأمه فغلب الذكر "فلأمه الثلث" مما ترك،
وأخذ بظاهره ابن عباس فقال: تأخذه كاملا في مسألة زوج وأبوين أو زوجة وأبوين فيزيد ميراثها على الأب، أخرج الدارمي وابن أبي شيبة عن عكرمة قال: أرسل ابن عباس إلى زيد بن ثابت: أتجد في كتاب الله تعالى ثلث ما بقي؟ فقال: إنما أنت رجل تقول برأيك وأنا رجل أقول برأيي، لكن رأي الجمهور أنها لو أخذت الثلث الحقيقي فيهما لأدى إلى مخالفة القواعد أن الأب أقوى في الإرث من الأم بدليل أن له ضعف حظها إذا انفرد، فلو أخذت في زوج وأبوين الثلث الحقيقي فينقلب الحكم إلى أن للأنثى مثل حظ الذكرين ولا نظير لذلك في اجتماع ذكر وأنثى يدليان بجهة واحدة فخص عموم الآية بالقواعد لأنها من القواطع.
«فإن كان له إخوة»: ذكور أو إناث أشقاء أو لأب أو لأم «فلأمه السدس»: مما ترك (فمضت السنة أن الإخوة اثنان) وبه قال الجمهور، وقال ابن عباس: لا يحجبها إلا ثلاثة، روى البيهقي عن ابن عباس: أنه دخل على عثمان فقال: إن الأخوين لا يردان الأم عن الثلث قال الله تبارك وتعالى فإن كان له إخوة «سورة النساء: الآية 11» فالأخوان ليسا بلسان قومك إخوة، فقال عثمان: لا أستطيع أن أغير ما كان قبلي ومضى في الأمصار وتوارث به الناس، واحتج بالآية أيضا من قال لا يحجبها الأخوات لأن لفظ الإخوة خاص بالذكور كالبنتين، والجمهور على خلاف ذلك أيضا.

## ميراث الأب
قال الزرقاني: «إن بقي من المال السدس فما فوقه؛ فهو للأب وإذا لم يبق إلا أقل من السدس؛ فرض للأب السدس فريضة يعال له بها وذلك في المنبرية زوجة وأبوان وابنتان فللزوجة الثمن ثلاثة وللبنتين الثلثان ستة عشر وللأم السدس أربعة والعول فيها بمثل ثمنها فتصير سبعا وعشرين وينقص كل واحد تسع ماله؛ لأن الأب لا ينقص عن السدس».